# 维西榛
维西榛（学名：Corylus wangii）为桦木科榛属的植物，为中国的特有植物。分布于中国大陆的云南等地，生长于海拔3,000米的地区，常生长在山地林间，目前尚未由人工引种栽培。